# Gunbalanya
Gunbalanya, también escrito como Kunbarllanjnja, e históricamente conocida como Oenpelli) es una comunidad aborigen en el oeste de la Tierra de Arnhem en el Territorio del Norte en Australia. El idioma principal de la comunidad es el kunwijku. Según el censo de 2006, Gunbalanya contaba con una población de 881 habitantes.

## Acceso
La carretera asfaltada Arnhem conecta a Darwin con Jabiru, el pueblo dentro del parque nacional Kakadu. A unos cuatro kilómetros antes de Jabiru, el camino asfaltado tuerce hacia Ubirr, Border Store, Cahills Crossing sobre el río East Alligator y Oenpelli. El camino es de tierra desde East Alligator hasta justo antes de entrar a Gunbalanya, una distancia de unos 16 kilómetros. Aunque este camino normalmente es transitable por vehículos todo terreno, el cruce del río es una calzada que es cubierta por agua durante la temporada de lluvias (noviembre a abril) y durante épocas de marea alta.
En la época seca, es posible cruzar los 300 kilómetros desde Darwin en unas tres horas y los 60 km desde Jabiru hasta Gunbalanya en menos de una hora. Es necesario un permiso del Consejo de la Tierra del Norte para cruzar el río East Alligator, la frontera occidental de la Tierra de Arnhem, y viajar hacia el este a Gunbalanya.
Gunbalanya también cuenta con una pista de aterrizaje pavimentada que puede ser utilizada en todo clima. La estación de radio local se llama "RIBS", que significa Servicio de Transmisión Indígena Remota, según sus siglas en inglés (Remote Indigenous Broadcasting Service).

## Historia
Oenpelli fue establecido como una misión en 1925 por la Church Missionary Society de la Iglesia Anglicana, sobre lo que anteriormente era una estación ganadera. Durante sus primeros años fue operada por su fundador, el Reverendo Alfred Dyer, y su esposa Mary. Establecieron la típica estación misionera, con una iglesia, una escuela, un dispensario, un jardín y una almacén, a lo que añadieron trabajos ganaderos con caballos y ganado salvaje.  Entre los personajes importantes que fueron alumnos de la misión están el celebrado anciano gagudju e intérprete de cultura, Bill Neidjie. Un misionero posterior en Oepenlli fue Steve Etherington, quien trabajó en la traducción de Nuevo Testamento a kunwinjku, y ha argumentado que muchos de los problemas de las comunidades aborígenes surgen de la falta de acceso a trabajos tradicionales.
Oenpelli continuó siendo una misión hasta 1975, cuando su gobernación fue transferida a un consejo aborigen.
La Expedición Científica Australiana-Estadounidense a la Tierra de Arnhem en 1948 visitó Oenpelli por tres meses y recolectó una gran cantidad de artefactos locales, arte y especímenes. Una serpiente (pitón) rara y de gran tamaño, la Morelia oenpelliensis,  recibió su nombre en honor a este pueblo.

## Clima
| Parámetros climáticos promedio de Oenpelli | Parámetros climáticos promedio de Oenpelli | Parámetros climáticos promedio de Oenpelli | Parámetros climáticos promedio de Oenpelli | Parámetros climáticos promedio de Oenpelli | Parámetros climáticos promedio de Oenpelli | Parámetros climáticos promedio de Oenpelli | Parámetros climáticos promedio de Oenpelli | Parámetros climáticos promedio de Oenpelli | Parámetros climáticos promedio de Oenpelli | Parámetros climáticos promedio de Oenpelli | Parámetros climáticos promedio de Oenpelli | Parámetros climáticos promedio de Oenpelli | Parámetros climáticos promedio de Oenpelli |
| Mes                                        | Ene.                                       | Feb.                                       | Mar.                                       | Abr.                                       | May.                                       | Jun.                                       | Jul.                                       | Ago.                                       | Sep.                                       | Oct.                                       | Nov.                                       | Dic.                                       | Anual                                      |
| ------------------------------------------ | ------------------------------------------ | ------------------------------------------ | ------------------------------------------ | ------------------------------------------ | ------------------------------------------ | ------------------------------------------ | ------------------------------------------ | ------------------------------------------ | ------------------------------------------ | ------------------------------------------ | ------------------------------------------ | ------------------------------------------ | ------------------------------------------ |
| Temp. máx. abs. (°C)                       | 38.1                                       | 39.0                                       | 38.8                                       | 38.8                                       | 37.0                                       | 37.5                                       | 36.5                                       | 39.0                                       | 39.7                                       | 42.2                                       | 41.9                                       | 39.9                                       | '                                          |
| Temp. máx. media (°C)                      | 33.1                                       | 32.5                                       | 32.9                                       | 34.0                                       | 33.3                                       | 32.1                                       | 32.1                                       | 33.7                                       | 35.9                                       | 37.5                                       | 37.1                                       | 34.9                                       | 34.1                                       |
| Temp. mín. media (°C)                      | 24.5                                       | 24.5                                       | 24.4                                       | 23.6                                       | 21.9                                       | 19.7                                       | 18.3                                       | 18.5                                       | 20.1                                       | 22.4                                       | 24.1                                       | 24.5                                       | 22.2                                       |
| Temp. mín. abs. (°C)                       | 17.5                                       | 21.0                                       | 17.9                                       | 17.0                                       | 10.0                                       | 10.0                                       | 4.4                                        | 9.2                                        | 11.1                                       | 13.1                                       | 18.0                                       | 12.5                                       | '                                          |
| Lluvias (mm)                               | 340.9                                      | 335.2                                      | 279.6                                      | 83.6                                       | 14.0                                       | 1.6                                        | 2.2                                        | 1.0                                        | 4.7                                        | 25.8                                       | 110.1                                      | 224.7                                      | 1414.0                                     |
| Días de lluvias (≥ )                       | 20.5                                       | 19.5                                       | 18.1                                       | 6.9                                        | 1.7                                        | 0.4                                        | 0.3                                        | 0.2                                        | 0.7                                        | 2.6                                        | 9.3                                        | 16.4                                       | 96.6                                       |
| Fuente:                                    |                                            |                                            |                                            |                                            |                                            |                                            |                                            |                                            |                                            |                                            |                                            |                                            |                                            |

## Turismo
Los permisos para viajar a la Tierra de Arnhem pueden ser obtenidos en las oficinas del Consejo de la Tierra del Norte en Darwin o Jabiru, y pueden tardar hasta dos semanas en ser emitidos. Muchos visitantes prefieren visitar la Tierra de Arnhem a través de un operador de turismo.
El Stone Country Festival (anteriormente conocido como el Día Cultural Abierto de Gunbalanya) se celebra cada añao en agosto y es posible participar del mismo sin necesidad de un permiso.

## Arte rupestre
El oeste de la Tierra de Arnhem alberga algunas de las muestras de arte rupestre más importantes del mundo. Cuenta con una de las tradiciones artísticas más antiguas del planeta - arte en roca que data de miles de años y aún sigue siendo producida hoy en día.
Las tradiciones artísticas siguen siendo practicadas y adaptadas por el Centro de Arte Injalak.